# 에포니모스 아르콘
에포니모스 아르콘 (ἐπώνυμος ἄρχων)은 고대 그리스 시대 기간 많은 그리스 도시국가들에서 고위 행정관을 가리키는 용어이다. 특정한 공직의 관직으로 자주 사용된 ‘아르콘’[ἄρχων, 복수형 아르콘테스(ἄρχοντες)]은 지배자 및 군주를 뜻하며, ‘에포니모스’는 로마에서 집정관이 집권한 연도로 해를 표시한 것처럼, 아르콘 관직을 맡은 해에 그 사람의 이름을 붙이는 것을 의미한다.
고대 아테네에선 국가의 행정, 군사, 종교 업무 등 세 개 소관을 이끄는 9명의 공동 아르콘 체제가 발달하였는데, 이 세 개 부서 담당자들은 각각 에포니모스 아르콘, 폴레마르코스 (전쟁 지휘관), 아르콘 바실레우스 (왕 지배자)로 알려져 있었다. 나머지 6명은 법관들인 테스모테타이였다. 본래 아르콘들은 10년마다 선거로 선출된 부유한 계급들로 채워졌다. 이 시기에 에포니모스 아르콘은 최고 행정관이며, 폴레마르코스는 군수통치권자, 아르콘 바실레우스는 일부 국가적 종교적 문제들과 법정에서 일부 주요한 재판의 관리 업무 등을 맡았다. 기원전 683년 이후로 1년 선출직으로 바뀌었고, 아르콘들이 자리에 오른 해는 에포니모스 아르콘의 이름을 따 붙여졌다.

## 배경
아르콘은 많은 그리스 도시국가들에서 최고행정관이지만, 아테네에서는 소수의 과두정 정부 체제로 운영되는 10명의 아르콘 의회가 있었다. 기원전 8세기 말부터 아르콘 에포니모스, 폴레마르코스 (본래는 군사 역할을 지닌 직위였지만, 이 역할은 기원전 501년에 스트라테고이 10명에게 넘어간다), 아르콘 바실레우스 (아테네 군주정 시대의 의식상의 흔적) 등 아르콘 세 명이 있었다. 이 직위들은 10년마다 선거로 귀족 계층 (에우파트리다이)에서 충당되었다. 이 시기에 아르콘 에포니모스는 최고행정관이었고, 폴레마르코스는 군수통치권자, 아르콘 바실레우스는 국가적 종교적 문제를 책임졌다.
기원전 683년 이후로 아르콘은 1년제가 되었고, 아르콘이 그 자리를 맡은 해는 아르콘 에포니모스의 이름이 붙여졌다. 임기는 7월부터 시작해 6월까지 이어졌다. 아르콘 에포니모스는 아르콘 중에 최고 책임자였으며, 고대 아테네에 있던 회의 기관들인 불레와 에클레시아 등을 주관하였다. 아르콘 에포니모스는 상당히 정치적 중요성이 떨어지기는 했으나 민주정 시기에도 명목상의 국가 지도자 신분을 유지하였다. 기원전 594년에 아르콘 에포니모스이기도 했던 솔론이 주도한 개혁 당시에,  아르콘의 수가 열로 늘어난 일시적인 시기가 있기도 했다. 기원전 457년 이후에 전직 아르콘들이 자동적으로 아레오파구스의 종신 일원으로 이름에 올렸는데, 이 당시에 들어선 아레오파구스가 더 이상 정치적으로 중요치 않을 때였다.
아르콘 중에 한 명은 기원전 487년 이후에는 도편 추방제의 절차를 감독했다. 아르콘 의회가 ‘에피클레로이’ 문제를 담당하였다. 아르콘의 그 밖의 다른 업무들에는 파나텐 및 디오니소스제 등의 축제 감독도 있었다.

## 아테네의 아르콘 목록
다음의 아르콘 목록에서, 아르콘의 이름이 알려지지 않은 경우의 해는 알려지지 않음으로 표시된다. ‘무정부 상태’로 표시된 해는 글자 그대로 아르콘이 없는 것을 의미한다. 복원한 목록에는 여러 상충되는 부분들이 있으며, 목록에 대한 출처는 끝에 나타나 있다. 아르콘의 임기는 봄이나 여름에 시작하여 그 다음 해 봄이나 여름까지 계속되어 2년간의 범위라는 것을 참조. 알려진 경우에는 폴레마르코스 혹은 스트라테고이, 바실레우스, 테스모테타이 (아르콘들의 여섯 보조자들) 들도 표시된다.

### 고졸기

#### 종신 아르콘
후대의 아테네 전승은 아르콘 에포니모스의 정확한 위치에 대해 차이가 있는데, 종신직이라는 말도 있고, 어떤 데서는 ‘영구직 아르콘’이라고도 하며, 후대의 아르콘 바실레우스가 그랬던 것처럼 왕권의 신성한 권력을 행사하였다. 이 목록의 역사성 당연하게 의심의 여지가 있다. 아리스토텔레스는 메돈과 아카스토스가 아르콘보다는 왕으로서 통치를 했을 것이라고 보기도 했다.
| 연도               | 아르콘                 | 그 밖에 주요 정보                                                  |
| ------------------ | ---------------------- | ------------------------------------------------------------------ |
| 기원전 1068–1048년 | 메돈(Μέδων)            | 그리스 암흑기 이후 아티카의 최초의 통치자.                         |
| 기원전 1048–1012년 | 아카스토스(Ἄκαστος)    | 트로이 제7층b2이 파괴됨 (기원전 1120년경).                         |
| 기원전 1012–993년  | 아르키포스             |                                                                    |
| 기원전 993–952년   | 테르시포스             |                                                                    |
| 기원전 952–922년   | 포르바스(Φόρβας)       | 트로이 제7층b3: 버려짐 (기원전 950년경)                            |
| 기원전 922–892년   | 메가클레스(Μεγακλῆς)   |                                                                    |
| 기원전 892–864년   | 디오그네토스           |                                                                    |
| 기원전 864–845년   | 페레클레스             | 호메로스는 일리아드와 오디세이아를 (기원전 850년경) 썼을 시기이다. |
| 기원전 845–825년   | 아리프론               |                                                                    |
| 기원전 824–797년   | 테스피에오스(Θεσπιεύς) |                                                                    |
| 기원전 796–778년   | 아가메스토르           |                                                                    |
| 기원전 778–755년   | 아이스킬로스(Αἰσχύλος) | 제1회 올림피아드 (기원전 776년)                                    |
| 기원전 755–753년   | 알크마이온(Ἀλκμαίων)   |                                                                    |

#### 제10년제 아르콘
기원전 753년에 에우파트리다이를 통해 종신직이었던 아르콘이 10년 임기제로 제한되었다 (‘10년제 아르콘’):
| 연도             | 아르콘       | 그 밖에 중요 정보                                                            |
| ---------------- | ------------ | ---------------------------------------------------------------------------- |
| 기원전 753–743년 | 카롭스       | 로마에서, 로물루스가 권력을 차지함.                                          |
| 기원전 743–733년 | 아이시미데스 | 메세니아에서, 제1차 메세니아 전쟁이 발발함.                                  |
| 기원전 733–723년 | 클리디코스   | 디아울로스 도보 경주가 올림픽에 도입됨. (기원전 724년)                       |
| 기원전 723–713년 | 히포메네스   |                                                                              |
| 기원전 713–703년 | 레오크라테스 |                                                                              |
| 기원전 703–693년 | 압산데르     | 헤시오도스가 《신통기》를 씀 (기원전 700년경).                               |
| 기원전 693–683년 | 에리키아스   | 복싱이 올림픽에 추가 됨. (기원전 688년) 칼케돈 식민지가 건립 (기원전 685년). |

#### 1년제 아르콘
기원전 683년 이후 아르콘은 1년제로 제한되었다. 아르콘들은 프리타네이온에 거주했다.
| 연도             | 에포니모스 아르콘 | 그 외의 공직이나 관련 사건들                                                                                          |
| ---------------- | ----------------- | --- |
| 기원전 682–681년 | 크레온            | 크레온은 고대 사료 및 오늘날의 현대 권위자들한테서 최초의 1년제 아르콘으로 여겨진다.                                  |
| 기원전 681–680년 | 리시아데스        | 파로스 대리석에서 언급.                                                                                               |
| 기원전 680–679년 | 틀레시아스        | 파우사니아스 (IV.15.1)는 제2차 메세니아 전쟁의 시작 시기를 틀레시아스의 임기 때로 추정했다.                           |
| 기원전 679–671년 | 알려지지 않음     | |
| 기원전 671–670년 | 레오스트라토스    | |
| 기원전 670–669년 | 알려지지 않음     | |
| 기원전 669–668년 | 피시스트라토스    | 파우사니아스 (II.24.7)는 제1차 히시아이 전투 때를 피시스트라토스 임기 때로 추정했다.                                  |
| 기원전 668–667년 | 아우토스테네스    | 파우사니아스 (IV.23.4)는 에이라 점령과 제2차 메세니아 전쟁 종전 시기를 아우토스테네스 시기로 추정했다.                |
| 기원전 667–664년 | 알려지지 않음     | |
| 기원전 664–663년 | 밀티아데스        | |
| 기원전 663–659년 | 알려지지 않음     | |
| 기원전 659–658년 | 밀티아데스        | |
| 기원전 658–645년 | 알려지지 않음     | 파우사니아스 (VIII.39.3)는 스파르타인들의 피갈리아 점령 시기를 이때 아르콘 임기로 추정했다.                           |
| 기원전 645–644년 | 드로피데스        | 파로스 대리석은 드로피데스를 레스보스인 테르판데로스의 활동 시기와 관련짓는데, 테르판데로스는 리라 음악을 발전시켰다. |
| 기원전 644–639년 | 알려지지 않음     | |
| 기원전 639–638년 | 다마시아스        | 탈레스가 출생 |
| 기원전 638–634년 | 알려지지 않음     | |
| 기원전 634–633년 | 에파이네토스 (?)  | |
| 기원전 633–632년 | 알려지지 않음     | |
| 기원전 632–631년 | 메가클레스        | 킬론이 참주가 되려함                                                                                                  |
| 기원전 631–624년 | 알려지지 않음     | |
| 기원전 624–623년 | 아리스타이크모스  | ‘아테네인의 헌법’에 따르면, 드라콘이 아리스타이크모스 임기 때 아테네의 법을 개혁했다고 한다.                          |
| 기원전 623–621년 | 알려지지 않음     | |

#### 개편
| 연도             | 에포니모스 아르콘  | 그 외의 공직이나 관련 사건들 |
| ---------------- | ------------------ | --- |
| 기원전 621–615년 | 알려지지 않음      | |
| 기원전 615–614년 | 헤니오키데스       | |
| 기원전 614–605년 | 알려지지 않음      | |
| 기원전 605–604년 | 아리스토클레스     | 파로스 대리석은 아리스토클레스의 임기를 알리아테스가 리디아의 왕이 된 시기와 연관 지었다.                                                                      |
| 기원전 604–600년 | 알려지지 않음      | |
| 기원전 600–599년 | 크리티아스         | 파로스 대리석은 레스보스에서 시칠리아로의 사포의 도주를 크리티아스의 임기 때로 추정했다.                                                                       |
| 기원전 599–597년 | 알려지지 않음      | |
| 기원전 597–596년 | 킵셀로스           | |
| 기원전 596–595년 | 텔레클레스         | |
| 기원전 595–594년 | 필롬브로토스       | 제1차 신성 전쟁 발발. |
| 기원전 594–593년 | 솔론               | 솔론이 드라콘의 법전을 개혁함. |
| 기원전 593–592년 | 드로피데스         | |
| 기원전 592–591년 | 에우크라테스       | |
| 기원전 591–590년 | 시몬               | |
| 기원전 590–589년 | 무정부 체제        | |
| 기원전 589–588년 | 포르미온           | |
| 기원전 588–587년 | 필리포스           | |
| 기원전 587–586년 | 알려지지 않음      | |
| 기원전 586–585년 | 무정부 체제        | |
| 기원전 585–582년 | 알려지지 않음      | 피티아 제전이 델포이에서 재조직됨. |
| 기원전 582–581년 | 다마시아스         | ‘아테네인의 헌법’에 따르면, 다마시아스 추방당하기 전까지 2년하고도 9개월을 아르콘 자리에 있었다고 한다.                                                        |
| 기원전 581–580년 | 다마시아스         | 팔레론의 데메트리오스는 탈레스가 처음으로 현인이라고 불렸을 때가 다마시아스 집권기라고 하였다.                                                                 |
| 기원전 580–579년 | 무정부 체제        | 10명으로 된 위원들이 아르콘으로 있었다. |
| 기원전 579–578년 | 무정부 체제        | |
| 기원전 578–577년 | 알려지지 않음      | |
| 기원전 577–576년 | 아르케스트라티다스 | |
| 기원전 576–570년 | 알려지지 않음      | |
| 기원전 570–569년 | 아리스토메네스     | |
| 기원전 569–566년 | 알려지지 않음      | |
| 기원전 566–565년 | 히포클레이데스     | |
| 기원전 565–561년 | 알려지지 않음      | |
| 기원전 561–560년 | 코메아스           | ‘아테네 헌법’은 페이시스트라토스의 아테네 참주 자리 찬탈을 코메아스 임기 때로 추정했다.                                                                        |
| 기원전 560–559년 | 헤가스트라토스     | 에레소스의 파이니아스는 솔론의 사망 시기를 헤가스트라토스 임기로 추정했다.                                                                                     |
| 기원전 559–556년 | 알려지지 않음      | |
| 기원전 556–555년 | 헤게시아스         | ‘아테네 헌법’은 페이시스트라토스의 1차 축출을 헤세시아스 임기 때로 추정했다.                                                                                   |
| 기원전 555–554년 | 에우티데모스       | |
| 기원전 554–548년 | 알려지지 않음      | |
| 기원전 548–547년 | 에르키클레이데스   | 파우사니아스 (X.5.13)는 네 번째 델포이 신전의 화재로 인한 소실을 에르키클레이데스 때로 추정했다.                                                               |
| 기원전 547–546년 | 테스피오스         | 페이시스트라토스가 다시 참주가 됨 |
| 기원전 546–545년 | 포르미온           | |
| 기원전 545–536년 | 알려지지 않음      | |
| 기원전 536-535년 | [...]나이오스      | 파로스 대리석은 테스피스의 첫 상연을 이름이 훼손되어 있는 이 아르콘의 시기 때로 추정했다.                                                                      |
| 기원전 535–533년 | 알려지지 않음      | |
| 기원전 533–532년 | 테리클레스         | |
| 기원전 532–528년 | 알려지지 않음      | |
| 기원전 528–527년 | 필로네오스         | ‘아테네인의 헙법’에 따르면, 필로네오스는 페이시스트라토스가 죽고 그의 아들들인 히피아스 히파르코스가 그의 뒤를 이어 참주 자리를 계승한 때의 아르콘이라고 한다. |
| 기원전 527–526년 | 오네토르           | |
| 기원전 526–525년 | 히피아스           | |
| 기원전 525–524년 | 클레이스테네스     | 클레이스테네스는 이후인 기원전 508년에 개혁을 실시했다. |
| 기원전 524–523년 | 밀티아데스         | Cadoux는 이 인물이 킵셀로스의 아들 밀티아데스인지 키몬의 아들인 밀티아데스인지 확실하지 못하였다.                                                              |
| 기원전 523–522년 | 칼리아데스         | |
| 기원전 522–521년 | 피시스트라토스     | 526/5년 당시의 아르콘인 히피아스의 아들일 가능성이 있다. |
| 기원전 521–518년 | 알려지지 않음      | |
| 기원전 518–517년 | 헤브론 (?)         | |
| 기원전 517–511년 | 알려지지 않음      | |
| 기원전 511–510년 | 하르팍티데스       | 파로스 대리석은 히파르코스의 암살과 아테네에서 페이시스트라토스 일족의 축출을 하르팍티데스 시기로 추정했다.                                                    |
| 기원전 510–509년 | 스카만드리오스     | |
| 기원전 509–508년 | 리사고라스         | |
| 기원전 508–507년 | 이사고라스         | 클레이스테네스는 아르콘 자리를 두고 이사고라스와 경쟁했지만, 스파르타의 클레오메네스 1세에게 축출당하고 말았다.                                                |
| 기원전 507–506년 | 알크메온           | |
| 기원전 506–504년 | 알려지지 않음      | |
| 기원전 504–503년 | 아케스토리데스     | |
| 기원전 503–501년 | 알려지지 않음      | |
| 기원전 501–500년 | 헤르모크레온       | |
| 500–499년        | 스미로스 (?)       | |
| 기원전 499–497년 | 알려지지 않음      | |
| 기원전 497–496년 | 아르키아스         | |
| 기원전 496–495년 | 히파르코스         | |
| 기원전 495–494년 | 필리포스           | |
| 기원전 494–493년 | 피토크리토스       | |
| 기원전 493–492년 | 테미스토클레스     | |
| 기원전 492–491년 | 디오그네토스       | |
| 기원전 491–490년 | 히브릴리데스       | |
| 기원전 490–489년 | 파이니포스         | 파로스 대리석, 플루타르코스, ‘아테네인의 헌법’ 모두 마라톤 전투 시기를 파이니포스 때로 추정했다.                                                               |
| 기원전 489–488년 | 아리스티데스       | |
| 기원전 488–487년 | 안키세스           | |
| 기원전 487–486년 | 텔레시노스         | ‘아테네 헌법’은 메가클레스의 도편 추방을 텔레시노스 임기 당시로 추정했다.                                                                                      |
| 기원전 486–485년 | 알려지지 않음      | |
| 기원전 485–484년 | 필로크라테스       | |
| 기원전 484–483년 | 레오스트라토스     | |
| 기원전 483–482년 | 니코데모스         | |
| 기원전 482–481년 | 알려지지 않음      | |
| 기원전 481–480년 | 힙시키데스         | ‘아테네인의 헌법’에 따르면, 힙시키데스는 아테네의 도편추장제가 철폐된 시기의 아르콘이라 추정했다.                                                              |

### 고전기
| 연도             | 에포니모스 아르콘               | 그 외의 공직이나 관련 사건들 |
| ---------------- | ------------------------------- | --- |
| 기원전 480–479년 | 칼리아데스                      | 디오도로스 시켈로스에 따르면, 제2차 그리스-페르시아 전쟁이 칼리아데스 임기 때 발발했다고 한다. 아리스티데스와 테미스토클레스는 스트라테고스였다. |
| 기원전 479–478년 | 크산티포스                      | 플라타이아 전투. 아리스티데스가 스트라테고스였다.                                                                                                |
| 기원전 478–477년 | 티모스테네스                    | 델로스 동맹 창설. |
| 기원전 477–476년 | 아디만토스                      | |
| 기원전 476–475년 | 파이돈                          | |
| 기원전 475–474년 | 드로모클리데스                  | |
| 기원전 474–473년 | 아케스토리데스                  | |
| 기원전 473–472년 | 메논                            | |
| 기원전 472–471년 | 카레스                          | |
| 기원전 471–470년 | 프락시에르고스                  | |
| 기원전 470–469년 | 데모티온                        | |
| 기원전 469–468년 | 압세피온                        | |
| 기원전 468–467년 | 테아게니데스                    | |
| 기원전 467–466년 | 리시스트라토스                  | |
| 기원전 466–465년 | 리사니아스                      | |
| 기원전 465–464년 | 리시테오스                      | 소파네스가 스트라테고스였다. |
| 기원전 464–463년 | 아르케데미데스                  | |
| 기원전 463–462년 | 틀레폴레모스                    | 키몬이 스트라테고스였다. |
| 기원전 462–461년 | 코논                            | ‘아테네인의 헌법’에 의하면 (ch. 25), 에피알테스가 아레오파고스를 개혁했으며, 암살을 당했다고 한다.                                               |
| 기원전 461–460년 | 에우티포스                      | ‘에우이포스’라고도 함. |
| 기원전 460–459년 | 프라시클레스                    | |
| 기원전 459–458년 | 필로클레스                      | 프르니코스, 디카이오게네스, 히포다마스 등이 스트라테고스였다.                                                                                    |
| 기원전 458–457년 | 하브론                          | 디오도로스 시켈로스가 그랬으며 (11.79), 다른 이들은 이 해의 아르콘 에포니모스가 비온이라고 하였다.                                               |
| 기원전 457–456년 | 므네시테이데스                  | |
| 기원전 456–455년 | 칼리아스                        | |
| 기원전 455–454년 | 소시스트라토스                  | |
| 기원전 454–453년 | 아리스톤                        | |
| 기원전 453–452년 | 리시크라테스                    | |
| 기원전 452–451년 | 카이레파네스                    | |
| 기원전 451–450년 | 안티도토스                      | 아낙시크라테스와 키몬이 스트라테고스였다 |
| 기원전 450–449년 | 에우티데모스                    | |
| 기원전 449–448년 | 페디에오스                      | 제2차 신성 전쟁 발발. |
| 기원전 448–447년 | 필리스코스                      | 페리클레스, 톨미데스, 에피텔레스 등이 스트라테고스였으며, 칼리아스 평화조약으로 그리스-페르시아 전쟁이 종전되었다                                |
| 기원전 447–446년 | 티마르키데스                    | 파르테논 건설이 시작. |
| 기원전 446–445년 | 칼리마코스                      | |
| 기원전 445–444년 | 리시마키데스                    | 아테네와 스파르타 간의 강화 조약 체결. 페리클레스 시대 시작.                                                                                     |
| 기원전 444–443년 | 프락시텔레스                    | 페리클레스가 스트라테고스였다. |
| 기원전 443–442년 | 리사니아스                      | 페리클레스가 스트라테고스였다 |
| 기원전 442–441년 | 디필로스                        | 페리클레스가 스트라테고스였다 |
| 기원전 441–440년 | 티모클레스                      | 페리클레스와 글라우콘이 스트라테고스였다. |
| 기원전 440–439년 | 모리키데스                      | 페리클레스가 스트라테고스였다 |
| 기원전 439–438년 | 글라우키노스                    | 클라우키도스라고도 한다. 페리클레스가 스트라테고스였다                                                                                           |
| 기원전 438–437년 | 테오도로도스                    | 페리클레스가 스트라테고스였다 |
| 기원전 437–436년 | 에우티메네스                    | 페리클레스가 스트라테고스였다. 프로필라이아 건설 시작                                                                                            |
| 기원전 436–435년 | 리시마코스                      | 디오도로스 시켈로스가 전하였으며 (12.33), 그 외 사람들은 이 해의 에포니모스 아르콘이 나우시마코스라고 하였다. 페리클레스가 스트라테고스였다      |
| 기원전 435–434년 | 안티오키에스                    | 안틸로키도스라고도 한다. 페리클레스가 스트라테고스였다                                                                                           |
| 기원전 434–433년 | 크라테스                        | 카레스라고도 한다. 페리클레스가 스트라테고스였다                                                                                                 |
| 기원전 433–432년 | 압세우데스                      | 페리클레스, 라케다이모니오스, 디오티모스, 프로테아스 등이 스트라테고스였다                                                                       |
| 기원전 432–431년 | 피토도로스                      | 투키디데스는 펠로폰네소스 전쟁 발발 시기를 피토도로스 임기 때로 추정했다. 페리클레스와 칼리아스가 스트라테고스였다.                              |
| 기원전 431–430년 | 에우티데모스                    | 에우티데모스라고도 한다. 페레클레스가 스트라테고스였다.                                                                                          |
| 기원전 430–429년 | 아폴로도로스                    | 페리클레스가 사망. 크세노폰, 헤스티오도로스, 칼리아데스, 멜레산드로스, 파노마코스 등이 스트라테고스였다.                                         |
| 기원전 429–428년 | 에파메이논                      | 포르미오가 스트라테고스였다. |
| 기원전 428–427년 | 디오티모스                      | 데모스테네스, 아소피오스, 파케스, 클레이디페스, 리시클레스 등이 스트라테고스였다                                                                 |
| 기원전 427–426년 | 에우클레스                      | 에우클레이데스라고도 한다. 니키아스, 카로이아데스, 프로클레스 등이 스트라테고스였다                                                              |
| 기원전 426–425년 | 에우티노스                      | 에우티데모스라고도 한다. 라케스와 히포크라테스 등이 스트라테고스였다                                                                             |
| 기원전 425–424년 | 스트라토클레스                  | 니키아스, 에우리메돈, 피토도로스, 소포클레스 등이 스트라테고스였다                                                                               |
| 기원전 424–423년 | 이사르코스                      | 데모스테네스, 클레온, 투키디데스, 히포크라테스 등이 스트라테고스였다                                                                             |
| 기원전 423–422년 | 아미니아스                      | 아메이니아스라고도 한다. 클레온이 스트라테고스였다                                                                                               |
| 기원전 422–421년 | 알카이오스                      | 클레온이 스트라테고스였다 |
| 기원전 421–420년 | 아리스티온                      | 에레크테이온 건설이 시작됨. |
| 기원전 420–419년 | 아스티필로스                    | 알키비아데스가 스트라테고스였다 |
| 기원전 419–418년 | 아르키아스                      | |
| 기원전 418–417년 | 안티폰                          | 라케스와 니코스트라토스 등이 스트라테고스였다 |
| 기원전 417–416년 | 에우페모스                      | |
| 기원전 416–415년 | 아림네스토스                    | 니키아스, 알키비아데스, 라마코스 등이 스트라테고스였다                                                                                           |
| 기원전 415–414년 | 카리아스                        | 카브리아스라고도 한다. 알키비아데스가 스트라테고스였다                                                                                           |
| 기원전 414–413년 | 티산드로스                      | 라마코스가 스트라테고스였다 |
| 기원전 413–412년 | 클레오크리토스                  | 에우리메돈, 데모스테네스, 니키아스 등이 스트라테고스였다                                                                                         |
| 기원전 412–411년 | 칼리아스 스캄보니데스           | |
| 기원전 411–410년 | 므나실로코스 (사망); 테오폼포스 | 시미코스와 아리스타르코스 등이 스트라테고스였다                                                                                                  |
| 기원전 410–409년 | 글라우키포스                    | |
| 기원전 409–408년 | 디오클레스                      | 아니토스가 스트라테고스였다 |
| 기원전 408–407년 | 에우크테몬                      | |
| 기원전 407–406년 | 안티기네스                      | 알키비아데스, 아데이만토스, 아리스토크라테스 등이 스트라테고스였다                                                                               |
| 기원전 406–405년 | 칼리아스 안겔리게스             | 아르케스트라토스, 트라실로스, 페리클레스, 리시아스, 디오메돈, 아리스토크라테스, 에라시니데스, 프로토마코스, 아리스토게네스 등이 스트라테고스였다 |
| 기원전 405–404년 | 알렉시아스                      | 아데이만토스, 에우크라테스, 필로클레스, 메난드로스, 티데오스, 케피소도토스 등이 스트라테고스였다                                                 |
| 기원전 404–403년 | 피토도로스                      | 스파르타가 삼십인 정권 과두정을 세움. 피토도로스는 에포니모스 아르콘으로 인정받지 못했다                                                         |
| 기원전 403–402년 | 에우클레이데스                  | 30인 참주가 축출되었고, 민주정이 재수립되었다. 옛 아티카 문자는 24개로 된 이오니아 문자가 선호되며 공식적으로 폐지되었다                         |
| 기원전 402–401년 | 미콘                            | 미키온이라고도 한다. |
| 기원전 401–400년 | 크세나이네토스                  | 엑사이네토스라고도 한다. |
| 기원전 400–399년 | 라케스                          | |
| 기원전 399–398년 | 아리스토크라테스                | |
| 기원전 398–397년 | 에우티클레스                    | 이티클레스라고도 한다. |
| 기원전 397–396년 | 수니아데스                      | |
| 기원전 396–395년 | 포르미온                        | |
| 기원전 395–394년 | 디오판토스                      | |
| 기원전 394–393년 | 에우불리데스                    | |
| 기원전 393–392년 | 데모스트라토스                  | 아데이만토스가 스트라테고스였다 |
| 기원전 392–391년 | 필로클레스                      | |
| 기원전 391–390년 | 니코텔레스                      | |
| 기원전 390–389년 | 데모스트라토스                  | 트라시불로스와 에르고클레스 등이 스트라테고스였다                                                                                                |
| 기원전 389–388년 | 안티파트로스                    | 아그리오스와 팜필로스 등이 스트라테고스였다 |
| 기원전 388–387년 | 피르기온                        | 트라시불로스, 디오니시오스 등이 스트라테고스였다                                                                                                 |
| 기원전 387–386년 | 테오도토스                      | |
| 기원전 386–385년 | 미스티키데스                    | |
| 기원전 385–384년 | 덱시테오스                      | |
| 기원전 384–383년 | 디에이트레페스                  | 디오트라페스라고도 한다 |
| 기원전 383–382년 | 파노스트라토스                  | |
| 기원전 382–381년 | 에우안드로스                    | |
| 기원전 381–380년 | 데모필로스                      | |
| 기원전 380–379년 | 피테아스                        | |
| 기원전 379–378년 | 니콘                            | |
| 기원전 378–377년 | 나우시니코스                    | |
| 기원전 377–376년 | 칼리아스                        | |
| 기원전 376–375년 | 카리산드로스                    | 케돈이 스트라테고스였다. |
| 기원전 375–374년 | 히포다마스                      | |
| 기원전 374–373년 | 소크라티데스                    | |
| 기원전 373–372년 | 아스테이오스                    | 이피크라테스, 칼리스트라토스, 카브리아스, 티모테오스 등이 스트라테고스였다                                                                       |
| 기원전 372–371년 | 알키스테네스                    | |
| 기원전 371–370년 | 프라시클레이데스                | |
| 기원전 370–369년 | 디스니케토스                    | (mistakenly Dyscinetus in Pausanias 4.27.9) |
| 기원전 369–368년 | 리시스트라토스                  | |
| 기원전 368–367년 | 나우시게네스                    | |
| 기원전 367–366년 | 폴리젤로스                      | |
| 기원전 366–365년 | 키피소도로스                    | 카브리아스가 스트라테고스였다 |
| 기원전 365–364년 | 키옹                            | 이피크라테스가 스트라테고스였다 |
| 기원전 364–363년 | 티모크라테스                    | |
| 기원전 363–362년 | 카리클레이데스                  | 에르고필로스, 칼리스테네스 등이 스트라테고스였다                                                                                                 |
| 기원전 362–361년 | 몰론                            | 레오스테네스, 아우토클레스가 스트라테고스였다.                                                                                                   |
| 기원전 361–360년 | 니코페모스                      | 티모마코스가 스트라테고스였다 |
| 기원전 360–359년 | 칼리미데스                      | 메논, 티모데오스, 케피소도토스 등이 스트라테고스였다                                                                                             |
| 기원전 359–358년 | 에우카리스토스                  | |
| 기원전 358–357년 | 케피소도토스                    | |
| 기원전 357–356년 | 아가토클레스                    | 카브리아스가 스트라테고스였다. |
| 기원전 356–355년 | 엘피네스                        | 이피크라테스, 티모테오스, 메네스테오스 등이 스트라테고스였다.                                                                                    |
| 기원전 355–354년 | 칼리스트라토스                  | |
| 기원전 354–353년 | 디오테모스                      | |
| 기원전 353–352년 | 투데모스                        | |
| 기원전 352–351년 | 아리스토데모스                  | |
| 기원전 351–350년 | 테엘로스                        | 테오게네스가 바실레우스 아르콘이었다 (추정) |
| 기원전 350–349년 | 아폴로도로스                    | |
| 기원전 349–348년 | 칼리마코스                      | 헤게실레오스가 스트라테고스였다 |
| 기원전 348–347년 | 테오필로스                      | |
| 기원전 347–346년 | 테미스토클레스                  | 프로크세노스가 스트라테고스였다 |
| 기원전 346–345년 | 아르키아스                      | |
| 기원전 345–344년 | 에우불로스                      | |
| 기원전 344–343년 | 리키스코스                      | 포키온이 스트라테고스였다. |
| 기원전 343–342년 | 피토도토스                      | |
| 기원전 342–341년 | 소시게네스                      | |
| 기원전 341–340년 | 니코마코스                      | |
| 기원전 340–339년 | 테오프라스토스                  | 포키온이 스트라테고스였다 |
| 기원전 339–338년 | 리시마키데스                    | 포키온이 스트라테고스였고, 마케도니아의 필리포스 2세에게 전투에서 패했다                                                                         |
| 기원전 338–337년 | 카이론다스                      | 리시클레스가 스트라테고스였다 |
| 기원전 337–336년 | 프리니코스                      | |
| 기원전 336–335년 | 피토델로스                      | 피토도로스라고도 한다. |
| 기원전 335–334년 | 에우아이네토스                  | |
| 기원전 334–333년 | 크테시클레스                    | |
| 기원전 333–332년 | 니코크라테스                    | |
| 기원전 332–331년 | 니케테스                        | 니케라토스라고도 한다 |
| 기원전 331–330년 | 아리스토파네스                  | |
| 기원전 330–329년 | 아리스토폰                      | |
| 기원전 329–328년 | 케피소폰                        | |
| 기원전 328–327년 | 에우티크리토스                  | |
| 기원전 327–326년 | 헤게몬                          | |
| 기원전 326–325년 | 크레메스                        | |
| 기원전 325–324년 | 안티클레스                      | 필로클레스가 스트라테고스였다 |
| 기원전 324–323년 | 헤게시아스                      | 아게시아스라고도 한다 |
| 기원전 323–322년 | 케피소도로스                    | 케피소폰이라고도 한다. 포키온과 레오스테네스 등이 스트라테고스였다. 아모르고스 전투가 아테네의 해상력의 종말을 알렸다.                           |
| 기원전 322–321년 | 필로클레스                      | 라미아 전쟁 종전. 투표권 제한과 피레아스 지역에 마케도니아 주둔군 설치.                                                                          |

### 헬레니즘 시대
| 연도             | 에포니모스 아르콘       | 그 외의 공직이나 관련 사건들                                                                                         |
| ---------------- | ----------------------- | --- |
| 기원전 321–320년 | 아르키포스              | |
| 기원전 320–319년 | 네아이크모스            | |
| 기원전 319–318년 | 아폴로도로스            | |
| 기원전 318–317년 | 아르키포스              | |
| 기원전 317–316년 | 데모게네스              | 데메트리오스 팔레레우스가 마케도니아 섭정 카산드로스에 의해 총독으로 임명되었다.                                     |
| 기원전 316–315년 | 데모클레이데스          | |
| 기원전 315–314년 | 프락시불로스            | |
| 기원전 314–313년 | 니코도로스              | |
| 기원전 313–312년 | 테오프라스토스          | 디오도로스 시켈로스가 전했으며 (19.73), 다른 이들은 이 시기의 에포니모스 아르콘이 테오도로스라고 하였다.             |
| 기원전 312–311년 | 폴레몬                  | 셀레우코스 제국 건설.                                                                                                |
| 기원전 311–310년 | 시모니데스              | |
| 기원전 310–309년 | 히에롬네몬              | |
| 기원전 309–308년 | 데메트리오스            | |
| 기원전 308–307년 | 카이리모스              | 카리노스라고도 한다.                                                                                                 |
| 기원전 307–306년 | 아낙시크라테스          | 데메트리오스 팔레레우스는 데메트리오스 1세 폴리오르케테스가 카산드로스에게서 아테네를 점령하자, 자리에서 축출당했다. |
| 기원전 306–305년 | 코로에보스              | 안티고노스 왕조 시작.                                                                                                |
| 기원전 305–304년 | 에우크세니포스          | |
| 기원전 304–303년 | 페레클레스              | |
| 기원전 303–302년 | 레오스트라토스          | |
| 기원전 302–301년 | 니코클레스              | |
| 기원전 301–300년 | 클레아르코스            | |
| 기원전 300–299년 | 해게마코스              | |
| 기원전 299–298년 | 에우크테몬              | |
| 기원전 298–297년 | 므네시데모스            | |
| 기원전 297–296년 | 안티파테스              | |
| 기원전 296–295년 | 니키아스                | |
| 기원전 295–294년 | 니코스트라토스          | |
| 기원전 294–293년 | 올림피오도로스          | |
| 기원전 293–292년 | 올림피오도로스          | |
| 기원전 292–291년 | 필리포스                | |
| 기원전 291–290년 | 카리노스 (?)            | |
| 기원전 290–289년 | 암브로시오스 (?)        | |
| 기원전 289–288년 | 아리스톤 (?)            | |
| 기원전 288–287년 | 키몬                    | |
| 기원전 287–286년 | 크세노폰                | |
| 기원전 286–285년 | 디오클레스              | |
| 기원전 285–284년 | 디오티모스              | |
| 기원전 284–283년 | 이사이오스              | |
| 기원전 283–282년 | 에우티오스              | |
| 기원전 282–281년 | 니키아스                | 아탈로스 왕조 시작.                                                                                                  |
| 기원전 281–280년 | 오우리아스              | |
| 기원전 280–279년 | 텔레클레스              | |
| 기원전 279–278년 | 아낙시크라테스          | |
| 기원전 278–277년 | 데모클레스              | |
| 기원전 277–276년 | 아리스토니모스          | |
| 기원전 276–275년 | 필로크라테스            | |
| 기원전 275–274년 | 올비오스                | |
| 기원전 274–273년 | 에우불로스              | |
| 기원전 273–272년 | 글라우키포스            | |
| 기원전 272–271년 | 리시테이데스            | |
| 기원전 271–270년 | 피타라토스              | |
| 기원전 270–269년 | 소시스트라토스          | |
| 기원전 269–268년 | 페이티데모스            | 크레모니데스 전쟁 발발. 아테네가 안티고노스 고나타스의 지배를 받던 마케도니아에 선전포고를 함.                       |
| 기원전 268–267년 | 디오게이톤              | |
| 기원전 267–266년 | 메네클레스              | |
| 기원전 266–265년 | 니키아스 (오트리네오스) | |
| 기원전 265–264년 | 에우불로스              | |
| 기원전 264–263년 | 디오그네토스            | 디오그네토스는 파로스 대리석에 언급된 마지막 아르콘이며, 따라서 이 비문은 그의 임기 때 만들어졌다.                   |
| 기원전 263–262년 | 안티파트로스            | 아테네가 안티파트로스 임기 때 안티고노스 곤타스에게 항복함.                                                          |
| 기원전 262–261년 | 아레네이데스            | 안티고노스 곤타스가 아테네에 새로운 정권을 세움.                                                                     |
| 기원전 261–260년 | [...]시노스             | |
| 기원전 260–259년 | 필로스트라토스          | |
| 기원전 259–258년 | 필리노스                | |
| 기원전 258–257년 | 안티폰                  | |
| 기원전 257–256년 | 티모카레스              | |
| 기원전 256–255년 | 안티마코스              | |
| 기원전 255–254년 | 클레오마코스            | |
| 기원전 254–253년 | 파노스트라토스          | |
| 기원전 253–252년 | 페이도스트라토스        | |
| 기원전 252–251년 | 칼리메데스              | |
| 기원전 251–250년 | 테르실로코스            | |
| 기원전 250–249년 | 폴리에우크토스          | |
| 기원전 249–248년 | 히에론                  | |
| 기원전 248–247년 | 디오메돈                | |
| 기원전 247–246년 | 테오페모스              | |
| 기원전 246–245년 | 필로네오스              | |
| 기원전 245–244년 | 키데노르                | |
| 기원전 244–243년 | 리시아데스              | |
| 기원전 243–242년 | 에우리클레이데스        | |
| 기원전 242–241년 | 파노마코스              | |
| 기원전 241–240년 | 리케오스                | |
| 기원전 240–239년 | 폴리스트라토스          | |
| 기원전 239–238년 | 아테노도로스            | |
| 기원전 238–237년 | 리시아스                | |
| 기원전 237–236년 | 알키비아데스            | |
| 기원전 236–235년 | 키몬                    | |
| 기원전 235–234년 | 에크판토스              | |
| 기원전 234–233년 | 리사니아스              | |
| 기원전 233–232년 | 알려지지 않음           | |
| 기원전 232–231년 | 므네세이데스 (?)        | |
| 기원전 231–23년  | 야손 (?)                | |
| 기원전 230–228년 | 알려지지 않음           | |
| 기원전 228–227년 | 헬리오도로스            | |
| 기원전 227–226년 | 레오카레스              | |
| 기원전 226–225년 | 테오필로스              | |
| 기원전 225–224년 | 에르고카레스            | |
| 기원전 224–223년 | 니케테스                | |
| 기원전 223–222년 | 안티필로스              | |
| 기원전 222–221년 | 에우크세노스            | |
| 기원전 221–220년 | 알려지지 않음           | |
| 기원전 220–219년 | 트라시폰                | |
| 기원전 219–218년 | 메네크라테스            | |
| 기원전 218–217년 | 카이레폰                | |
| 기원전 217–216년 | 칼리마코스              | |
| 기원전 216–215년 | 알려지지 않음           | |
| 기원전 215–214년 | 하그니아스              | |
| 기원전 214–213년 | 디오클레스              | 제1차 마케도니아 전쟁 발발 (기원전 214년)                                                                            |
| 기원전 213–212년 | 에우필레토스            | |
| 기원전 212–211년 | 헤라클레이토스          | |
| 기원전 211–210년 | 아르켈라오스            | |
| 기원전 210–209년 | 아이스크론              | |
| 기원전 209–208년 | 알려지지 않음           | |
| 기원전 208–207년 | 알려지지 않음           | |
| 기원전 207–206년 | 칼리스트라토스          | |
| 기원전 206–205년 | 판티아데스              | |
| 기원전 205–204년 | 디오도토스              | |
| 기원전 204–203년 | 아폴로도로스            | |
| 기원전 203–202년 | 프로크세니데스          | |
| 기원전 202–201년 | 디오니시오스            | |
| 기원전 201–200년 | 이소크라테스            | |
| 기원전 200–199년 | 니코폰                  | |
| 기원전 199–198년 | [...]포스               | |
| 기원전 198–197년 | 알려지지 않음           | |
| 기원전 197–196년 | 안킬로스                | |
| 기원전 196–195년 | 플레이스타이노스        | |
| 기원전 195–194년 | 알려지지 않음           | |
| 기원전 194-193년 | 디오니시오스            | |
| 기원전 193–192년 | 파나르키데스            | |
| 기원전 192–191년 | 디오도토스              | |
| 기원전 191–190년 | 티모코스                | |
| 기원전 190–189년 | 데메트리오스            | |
| 기원전 189–188년 | 에우티크리토스          | |
| 기원전 188–187년 | 심마코스                | |
| 기원전 187–186년 | 테오크세노스            | |
| 기원전 186–185년 | 조피로스                | |
| 기원전 185–184년 | 에우폴레모스            | |
| 기원전 184–183년 | 카리클레스              | |
| 기원전 183–182년 | 헤르모게네스            | |
| 기원전 182–181년 | 티메시아낙스            | |
| 기원전 181–180년 | 히피아스                | |
| 기원전 180–179년 | 디오니시오스            | |
| 기원전 179–178년 | 메네데모스              | |
| 기원전 178–177년 | 필론                    | |
| 기원전 177–176년 | [...]포스               | |
| 기원전 176–175년 | 히파코스                | |
| 기원전 175–174년 | 소니코스                | |
| 기원전 174–173년 | 알렉산데르              | |
| 기원전 173–172년 | 알렉시스                | |
| 기원전 172–171년 | 소시게네스              | |
| 기원전 171–170년 | 안티게네스              | |
| 기원전 170–169년 | 아프로디시오스          | |
| 기원전 169–168년 | 에우니코스              | |
| 기원전 168–167년 | 크세노클레스            | |
| 기원전 167–166년 | 니코스테네스            | |
| 기원전 166–165년 | 아카이오스 (?)          | |
| 기원전 165–164년 | 펠포스                  | |
| 기원전 164–163년 | 에우에르게테스          | |
| 기원전 163–162년 | 에라스토스              | |
| 기원전 162–161년 | 포세이도니오스          | |
| 기원전 161–160년 | 아리스톨라스            | |
| 기원전 160–159년 | 티칸드로스              | |
| 기원전 159–158년 | 아리스타이모스          | |
| 기원전 158–157년 | 아리스타이크모스        | |
| 기원전 157–156년 | 안테스테리오스          | |
| 기원전 156–155년 | 칼리스트라토스          | |
| 기원전 155–154년 | 므네스테오스            | |
| 기원전 154–153년 | 알려지지 않음           | |
| 기원전 153–152년 | 파이드리아스            | |
| 기원전 152–151년 | 안드레아스 (?)          | |
| 기원전 151–150년 | 젤레우코스 (?)          | |
| 기원전 150–149년 | 스페우시포스 (?)        | 제4차 마케도니아 전쟁 발발 (기원전 150년).                                                                           |
| 기원전 149–148년 | 리시아데스 (?)          | |
| 기원전 148–147년 | 아르콘                  | |
| 기원전 147–146년 | 에피크라테스            | 로마가 그리스의 지배권을 장악                                                                                        |

### 로마 시대
| 연도                | 에포니모스 아르콘                                                             | 그 외의 공직이나 관련 사건들                                                                    |
| ------------------- | ----------------------------------------------------------------------------- | ----------------------------------------------------------------------------------------------- |
| 기원전 146–145년    | 아리스토판토스(?)                                                             |                                                                                                 |
| 기원전 145–144년    | 메트로파네스 (?)                                                              |                                                                                                 |
| 기원전 144–143년    | 테아이테토스                                                                  |                                                                                                 |
| 기원전 143–142년    | 아리스토폰                                                                    |                                                                                                 |
| 기원전 142–141년    | 미키온 (?)                                                                    |                                                                                                 |
| 기원전 141–140년    | [디오니시오스]                                                                |                                                                                                 |
| 기원전 140–139년    | 하그노테오스                                                                  |                                                                                                 |
| 기원전 139–138년    | 디오클레스                                                                    |                                                                                                 |
| 기원전 138–137년    | 티마르코스                                                                    |                                                                                                 |
| 기원전 137–136년    | 헤라클레이토스                                                                |                                                                                                 |
| 기원전 136–135년    | 티마르키데스                                                                  |                                                                                                 |
| 기원전 135–134년    | 디오니시오스                                                                  |                                                                                                 |
| 기원전 134–133년    | 니코마코스                                                                    |                                                                                                 |
| 기원전 133–132년    | 크세논                                                                        |                                                                                                 |
| 기원전 132–131년    | 에르고클레스                                                                  |                                                                                                 |
| 기원전 131–130년    | 에피클레스                                                                    |                                                                                                 |
| 기원전 130–129년    | 데모스트라토스                                                                |                                                                                                 |
| 기원전 129–128년    | 리키스코스                                                                    |                                                                                                 |
| 기원전 128–127년    | 디오니시오스                                                                  |                                                                                                 |
| 기원전 127–126년    | 테오도리데스                                                                  |                                                                                                 |
| 기원전 126–125년    | 디오티모스                                                                    |                                                                                                 |
| 기원전 125–124년    | 야손                                                                          |                                                                                                 |
| 기원전 124–123년    | 니키아스 (사망), 이시게네스                                                   |                                                                                                 |
| 기원전 123–122년    | 데메트리오스                                                                  |                                                                                                 |
| 기원전 122–121년    | 니코데모스                                                                    |                                                                                                 |
| 기원전 121–120년    | 포키온 (?)                                                                    |                                                                                                 |
| 기원전 120–119년    | 에우마코스                                                                    |                                                                                                 |
| 기원전 119–118년    | 히파르코스                                                                    |                                                                                                 |
| 기원전 118–117년    | 레나이오스                                                                    |                                                                                                 |
| 기원전 117–116년    | 메노에토스                                                                    |                                                                                                 |
| 기원전 116–115년    | 사라피온                                                                      |                                                                                                 |
| 기원전 115–114년    | 나우시아스                                                                    |                                                                                                 |
| 기원전 114–113년    | [...]라톤                                                                     |                                                                                                 |
| 기원전 113–112년    | 파라모노스                                                                    |                                                                                                 |
| 기원전 112–111년    | 디오니시오스                                                                  |                                                                                                 |
| 기원전 111–110년    | 소시크라테스                                                                  |                                                                                                 |
| 기원전 110–109년    | 폴리클레이토스                                                                |                                                                                                 |
| 기원전 109–108년    | 야손                                                                          |                                                                                                 |
| 기원전 108–107년    | 데모카레스                                                                    |                                                                                                 |
| 기원전 107–106년    | 아리스타르코스                                                                |                                                                                                 |
| 기원전 106–105년    | 아가토클레스                                                                  |                                                                                                 |
| 기원전 105–104년    | 안드로니데스 (?)                                                              |                                                                                                 |
| 기원전 104–103년    | 헤라클레이데스                                                                |                                                                                                 |
| 기원전 103–102년    | 테오클레스                                                                    |                                                                                                 |
| 기원전 102–101년    | 에케크라테스                                                                  |                                                                                                 |
| 기원전 101–100년    | 메데이오스                                                                    |                                                                                                 |
| 기원전 100–99년     | 테오도시오스                                                                  |                                                                                                 |
| 기원전 99–98년      | 프로클레스                                                                    |                                                                                                 |
| 기원전 98–97년      | 아르게이오스                                                                  |                                                                                                 |
| 기원전 97–96년      | 헤라클레이토스                                                                |                                                                                                 |
| 기원전 96–95년      | [...]크라톤                                                                   |                                                                                                 |
| 기원전 95–94년      | 테오도토스                                                                    |                                                                                                 |
| 기원전 94–93년      | 칼리아스                                                                      |                                                                                                 |
| 기원전 93–92년      | 크리톤                                                                        |                                                                                                 |
| 기원전 92–91년      | 메네데모스                                                                    |                                                                                                 |
| 기원전 91–90년      | 메데이오스                                                                    |                                                                                                 |
| 기원전 90–89년      | 메데이오스                                                                    |                                                                                                 |
| 기원전 89–88년      | 메데이오스                                                                    |                                                                                                 |
| 기원전 88–87년      | 무정부 체제                                                                   | 아테네가 루키우스 코르넬리우스 술라에게 점렴당하며, 술라는 아테네 정부를 재조직함               |
| 기원전 87–86년      | 필란테스                                                                      |                                                                                                 |
| 기원전 86–85년      | 히에로판테스                                                                  |                                                                                                 |
| 기원전 85–84년      | 피토크리토스                                                                  |                                                                                                 |
| 기원전 84–83년      | 니케타스                                                                      |                                                                                                 |
| 기원전 83–82년      | 팜메네스                                                                      |                                                                                                 |
| 기원전 82–81년      | 데메트리오스                                                                  |                                                                                                 |
| 기원전 81–80년      | 아[...]                                                                       |                                                                                                 |
| 기원전 80–79년      | 아폴로도로스                                                                  |                                                                                                 |
| 기원전 79-78년      | 알려지지 않음                                                                 |                                                                                                 |
| 기원전 78–77년      | 아이스카라이오스                                                              |                                                                                                 |
| 기원전 77-76년      | 셀레우코스                                                                    |                                                                                                 |
| 기원전 76–75년      | 헤라클레오도로스                                                              |                                                                                                 |
| 기원전 75–74년      | 아이스키네스                                                                  |                                                                                                 |
| 기원전 74–73년      | 알려지지 않음                                                                 |                                                                                                 |
| 기원전 73–72년      | 니케테스(?)                                                                   |                                                                                                 |
| 기원전 72–71년      | 알려지지 않음                                                                 |                                                                                                 |
| 기원전 71–70년      | 아리스토크세노스 (?)                                                          |                                                                                                 |
| 기원전 70–69년      | 크리톤 (?)                                                                    |                                                                                                 |
| 기원전 69–67년      | 알려지지 않음                                                                 |                                                                                                 |
| 기원전 67–66년      | 테오크세노스 (?)                                                              |                                                                                                 |
| 기원전 66–65년      | 메데이오스 (?)                                                                |                                                                                                 |
| 기원전 65–64년      | 알려지지 않음                                                                 |                                                                                                 |
| 기원전 64-63년      | 오에노필로스                                                                  |                                                                                                 |
| 기원전 63-62년      | [...]이우스                                                                   |                                                                                                 |
| 기원전 62–61년      | 아리스테이오스                                                                |                                                                                                 |
| 기원전 61–60년      | 테오페모스                                                                    |                                                                                                 |
| 기원전 60–59년      | 헤로데스                                                                      |                                                                                                 |
| 기원전 59–58년      | 레우키오스                                                                    |                                                                                                 |
| 기원전 58–57년      | 칼리폰                                                                        |                                                                                                 |
| 기원전 57–56년      | 디오클레스                                                                    |                                                                                                 |
| 기원전 56–55년      | 코엔토스                                                                      |                                                                                                 |
| 기원전 55–54년      | 아리스토크세노스                                                              |                                                                                                 |
| 기원전 54–53년      | 제논                                                                          |                                                                                                 |
| 기원전 53–52년      | 디오도로스                                                                    |                                                                                                 |
| 기원전 52–51년      | 리산드로스                                                                    |                                                                                                 |
| 기원전 51–50년      | 리시아데스                                                                    |                                                                                                 |
| 기원전 50–49년      | 데메트리오스                                                                  |                                                                                                 |
| 기원전 49–48년      | 데모카레스                                                                    |                                                                                                 |
| 기원전 48–47년      | 필로크라테스                                                                  |                                                                                                 |
| 기원전 47–46년      | 디오클레스                                                                    |                                                                                                 |
| 기원전 46–45년      | 에우클레스                                                                    |                                                                                                 |
| 기원전 45–44년      | 디오클레스                                                                    |                                                                                                 |
| 기원전 44–43년      | 람노스의 레우키오스                                                           |                                                                                                 |
| 기원전 43-42년      | 폴리카르모스                                                                  |                                                                                                 |
| 기원전 42–41년      | 에우티도모스                                                                  |                                                                                                 |
| 기원전 41–40년      | 니칸데르                                                                      |                                                                                                 |
| 기원전 40–39년      | 필로스트라토스                                                                |                                                                                                 |
| 기원전 39–38년      | 멜리테의 디오클레스                                                           |                                                                                                 |
| 기원전 38–37년      | 스테이리아의 메난데르                                                         |                                                                                                 |
| 기원전 37–36년      | 칼리크라티데스 (?)                                                            |                                                                                                 |
| 기원전 36–35년      | 아스클레피오도로스                                                            |                                                                                                 |
| 기원전 35–34년      | 테오페이테스                                                                  |                                                                                                 |
| 기원전 34–33년      | 아폴로게네스 (?)                                                              |                                                                                                 |
| 기원전 33–32년      | 클레이다모스                                                                  |                                                                                                 |
| 기원전 32-31년      | 알려지지 않음                                                                 |                                                                                                 |
| 기원전 31–30년      | 알려지지 않음                                                                 |                                                                                                 |
| 기원전 30–29년      | 아르키테모스                                                                  |                                                                                                 |
| 기원전 29–26년      | 알려지지 않음                                                                 | 로마 공화정이 옥타비아누스가 원로원한테서 아우구스투스 칭호를 수여받음에 따라 제정 정부로 전환. |
| 기원전 26–25년      | 디오테이모스                                                                  |                                                                                                 |
| 기원전 25–22년      | 알려지지 않음                                                                 |                                                                                                 |
| 기원전 22–21년      | 아폴렉시스                                                                    |                                                                                                 |
| 기원전 20–19년      | 데메이아스                                                                    |                                                                                                 |
| 기원전 19–17년      | 알려지지 않음                                                                 |                                                                                                 |
| 기원전 17-16년      | 아이[...]                                                                     |                                                                                                 |
| 기원전 16–15년      | 피타고라스                                                                    |                                                                                                 |
| 기원전 15–14년      | 안티오코스                                                                    |                                                                                                 |
| 기원전 14–13년      | 폴리아이노스                                                                  |                                                                                                 |
| 기원전 13–12년      | 제논                                                                          |                                                                                                 |
| 기원전 12–11년      | 레오니다스                                                                    |                                                                                                 |
| 기원전 11–10년      | 테오필로스                                                                    |                                                                                                 |
| 기원전 10–9년       | 니키아스                                                                      |                                                                                                 |
| 기원전 9–8년        | 크세논                                                                        |                                                                                                 |
| 기원전 8–7년        | 오이시아의 아폴렉시스                                                         |                                                                                                 |
| 기원전 7–6년        | 알려지지 않음                                                                 |                                                                                                 |
| 기원전 6–5년        | 니코스트라토스                                                                |                                                                                                 |
| 기원전 5–4년        | 코티스                                                                        |                                                                                                 |
| 기원전 4–3년        | 아낙사고라스                                                                  |                                                                                                 |
| 기원전 3–2년        | 데모카레스                                                                    |                                                                                                 |
| 기원전 2–1년        | 폴리카르모스                                                                  |                                                                                                 |
| 기원전 1년–서기 1년 | 라콘                                                                          |                                                                                                 |
| 1–2년               | 데모크라테스                                                                  |                                                                                                 |
| 2–3년               | [...] 소우니에오스                                                            |                                                                                                 |
| 3–4년               | [...] 스페티오스                                                              |                                                                                                 |
| 4–5년               | [...]온                                                                       |                                                                                                 |
| 5–23년              | 알려지지 않음                                                                 |                                                                                                 |
| 23–24년             | M[...]                                                                        |                                                                                                 |
| 24–25년             | 카르ㅁ[...]                                                                   |                                                                                                 |
| 25–26년             | 칼리크르[...]                                                                 |                                                                                                 |
| 26–27년             | 팜필로스                                                                      |                                                                                                 |
| 27–28년             | 테미스토클레스                                                                |                                                                                                 |
| 28–29년             | 오이노필로스                                                                  |                                                                                                 |
| 29–30년             | 보이토스                                                                      |                                                                                                 |
| 30–31년             | [...]트로스                                                                   |                                                                                                 |
| 31-36년             | 알려지지 않음                                                                 |                                                                                                 |
| 36–37년             | 바실레우스 로이메탈케스 네(오테로스)                                          | 이후 오드뤼사이 왕국의 왕                                                                       |
| 37–38년             | 아리스ㅌ[...] (?)                                                             |                                                                                                 |
| 38-39년             | 폴리크리토스 (?)                                                              |                                                                                                 |
| 39-40년             | 제ㄴ[온] (?)                                                                  |                                                                                                 |
| 40-41년             | [...]우이오스 레오[...]                                                       |                                                                                                 |
| 41-45년             | 알려지지 않음                                                                 |                                                                                                 |
| 45–46년             | 안티파테르                                                                    |                                                                                                 |
| 46–49년             | 알려지지 않음                                                                 |                                                                                                 |
| 49–50년             | 데이노필로스                                                                  |                                                                                                 |
| 50–54년             | 알려지지 않음                                                                 |                                                                                                 |
| 53–54년             | 디오니소도로스                                                                |                                                                                                 |
| 54–56년             | 알려지지 않음                                                                 |                                                                                                 |
| 56–57년             | 코논                                                                          |                                                                                                 |
| 57–61년             | 알려지지 않음                                                                 |                                                                                                 |
| 61–62년             | 트라실로스                                                                    |                                                                                                 |
| 62–65년             | 알려지지 않음                                                                 |                                                                                                 |
| 64–65년             | 가이우스의 아들 C. 카르리누스 세쿤두스                                        |                                                                                                 |
| 65–66년             | 데모스트라토스                                                                |                                                                                                 |
| 66-74년             | 알려지지 않음                                                                 |                                                                                                 |
| 74-75년             | C. 율리우스 안티오코스 에피파네스 필로파포스 (?)                              | 콤마게네의 마지막 왕의 손자                                                                     |
| 75–79년             | 알려지지 않음                                                                 |                                                                                                 |
| 80년경              | 루키우스                                                                      |                                                                                                 |
| 81-83년             | 알려지지 않음                                                                 |                                                                                                 |
| 83-84년             | 무정부 체제                                                                   |                                                                                                 |
| 84-85년             | 알려지지 않음                                                                 |                                                                                                 |
| 85-86년             | 티투스 플라비우스 도미티아누스                                                | 또한 로마 황제                                                                                  |
| 86-87년             | Q. 트레벨리우스 루푸스                                                        | 갈리아 나르보넨시스 지역의 황제 숭배 교단의 고위 사제이기도 함.                                 |
| 87-88년             | 무정부 체제                                                                   |                                                                                                 |
| 88-89년             | Ti. 클라우디우스 히에로판테스 칼리크라티디우스                                |                                                                                                 |
| 89-90년             | 아이올리온                                                                    |                                                                                                 |
| 90-91년             | L. 플라비우스 플람마스                                                        |                                                                                                 |
| 91-92년             | T. 플라비우스 레오스테네스                                                    |                                                                                                 |
| 92–93년             | [...] 오이텐                                                                  |                                                                                                 |
| 93–94년             | [...]오테이오노스                                                             |                                                                                                 |
| 94-95년             | 디오니소도로스                                                                |                                                                                                 |
| 95-96년             | 필로파포스와 라일리아논                                                       |                                                                                                 |
| 96–112년            | 알려지지 않음                                                                 |                                                                                                 |
| 112–113년           | 푸블리우스 아일리우스 트라야누스 하드리아누스                                 | 로마 황제                                                                                       |
| 113–114년           | 옥타비우스 테온                                                               |                                                                                                 |
| 114–115년           | 옥타비우스 프로쿨루스                                                         |                                                                                                 |
| 115–116년           | 판타이누스                                                                    |                                                                                                 |
| 116–117년           | 플라비우스 마크리누스                                                         |                                                                                                 |
| 117–118년           | T. 코포니우스 막시무스                                                        | Oliver가 이렇게 전했으며, Samuels는 1차 사료에서 두 개 이름을 보았다.                           |
| 118–119년           | 루키우스 비불리우스 히파르쿠스                                                |                                                                                                 |
| 119–120년           | 플라비우스 스트라토라우스                                                     |                                                                                                 |
| 120-121년           | Kl. 데모필루스                                                                |                                                                                                 |
| 121-122년           | 플라비우스 소포클레스                                                         |                                                                                                 |
| 122-123년           | T. 플라비우스 알키비아데스                                                    | 91/2년의 아르콘이던 T. 플라비우스 레오스테네스의 아들                                           |
| 123-124년           | 카시우스 디오게네스                                                           |                                                                                                 |
| 124-125년           | 플라비우스 에우파네스                                                         |                                                                                                 |
| 125-126년           | G. 율리우스 카시우스                                                          |                                                                                                 |
| 126–127년           | 클라우디우스 헤로데스 마라토니우스                                            | 118/9년의 아르콘인 비불리우스 히파르쿠스의 아내의 형제                                          |
| 127–128년           | 멤미우스 [...]로스                                                            |                                                                                                 |
| 128–131년           | 알려지지 않음                                                                 |                                                                                                 |
| 131–132년           | 클라우디우스 필로게네스                                                       |                                                                                                 |
| 132–138년           | 알려지지 않음                                                                 |                                                                                                 |
| 138–139년           | 프락사고라스                                                                  |                                                                                                 |
| 139–140년           | 플라비우스 알키비아데스                                                       | 122/3년의 아르콘인 T. 플라비우스 알키비아데스의 아들                                            |
| 140–141년           | 티베리우스 클라우디우스 아탈루스                                              |                                                                                                 |
| 141–142년           | 푸블리우스 아일리우스 필리아스                                                |                                                                                                 |
| 142–143년           | 푸블리우스 아일리우스 알렉산데르                                              |                                                                                                 |
| 143–144년           | 푸블리우스 아일리우스 비불리우스 루푸스                                       | 126/7년의 아르콘인 헤로데스 아티쿠스의 조카                                                     |
| 144–145년           | 알려지지 않음                                                                 |                                                                                                 |
| 145–146년           | 플라비우스 아리아누스 파이아니에우스                                          |                                                                                                 |
| 146–147년           | 티베리우스 [...]                                                              |                                                                                                 |
| 147–148년           | 실라스                                                                        |                                                                                                 |
| 148–149년           | 알려지지 않음                                                                 |                                                                                                 |
| 150–151년           | 아일리우스 아르디스                                                           |                                                                                                 |
| 151–154년           | 알려지지 않음                                                                 |                                                                                                 |
| 154–155년           | 프락사고라스                                                                  |                                                                                                 |
| 155–156년           | 포필리우스 테오티무스                                                         |                                                                                                 |
| 156–157년           | 아일리우스 칼리크라테스                                                       |                                                                                                 |
| 157–158년           | 알려지지 않음                                                                 |                                                                                                 |
| 158–159년           | 티베리우스 아우렐리우스 필레몬 필라데스                                       |                                                                                                 |
| 159–160년           | 아일리우스 알렉산데르                                                         |                                                                                                 |
| 160–161년           | 푸블리우스 아일리우스 헬렌 Pl[...]                                            |                                                                                                 |
| 161–162년           | 멤미우스 에피 보모                                                            |                                                                                                 |
| 162–163년           | 아일리우스 겔루스                                                             |                                                                                                 |
| 163–164년           | 필리스테이데스                                                                |                                                                                                 |
| 164–165년           | 알려지지 않음                                                                 |                                                                                                 |
| 165–166년           | 섹스투스                                                                      |                                                                                                 |
| 166–167년           | 마르쿠스 발레리우스 마메르티누스 마라토니우스                                 |                                                                                                 |
| 167–168년           | 무정부 체제                                                                   | Rotoff는 이 해와 다음 4년간의 두 번의 아르콘 공백기가 안토니누스 역병 때문일 것이라 주장하였다. |
| 168–169년           | 티네이우스 폰티쿠스 베사이에우스                                              |                                                                                                 |
| 169–170년           | 무정부 체제                                                                   |                                                                                                 |
| 170–171년           | 티베리우스 멤미우스 플라쿠스 마라토니우스                                     |                                                                                                 |
| 171–172년           | 무정부 체제                                                                   |                                                                                                 |
| 172–173년           | 루키우스 겔리우스 크세나고라스                                                |                                                                                                 |
| 173–174년           | 비에시우스 페이손                                                             |                                                                                                 |
| 174–175년           | 플라비우스 하르팔리아누스                                                     |                                                                                                 |
| 175–176년           | 아리아누스 에파프로디투스                                                     |                                                                                                 |
| 176–177년           | 클라우디우스 헤라클레이데스                                                   |                                                                                                 |
| 177–178년           | 아이스키네스 (?)                                                              |                                                                                                 |
| 178–179년           | 헤기아스 (?)                                                                  |                                                                                                 |
| 179–180년           | 아테노도로스 아그리파스 이테이아이오스 (?)                                    |                                                                                                 |
| 180–181년           | 클라우디우스 데모스트라토스                                                   |                                                                                                 |
| 181–182년           | 알려지지 않음                                                                 |                                                                                                 |
| 182–183년           | 마르쿠스 무나티우스 막시미아누스 보피스쿠스                                   |                                                                                                 |
| 183–184년           | 도미티우스 아리스타이오스 파이오니데스                                        |                                                                                                 |
| 184–185년           | 티투스 플라비우스 소시게네스 팔레네우스                                       |                                                                                                 |
| 185–186년           | 엘레우시스의 아르케시데모스의 아들 필로테이모스                               |                                                                                                 |
| 186–187년           | 가이우스 파비우스 티스비아누스 마라토니우스                                   |                                                                                                 |
| 187–188년           | 티베리우스 클라우디우스 마르쿠스 아피우스 아틸루스 브라우다 레길루스 아티쿠스 | 126/7년의 아르콘 헤로데스 아티쿠스의 아들                                                       |
| 188–189년           | 루키우스 아일리우스 아우렐리우스 콤모두스 안토니누스                          | 또한 로마 황제                                                                                  |
| 189–190년           | 메노게네스                                                                    |                                                                                                 |
| 190–191년           | 가이우스 페이나리우스 프로쿨루스 아그누시우스                                 |                                                                                                 |
| 191–192년           | 알려지지 않음                                                                 |                                                                                                 |
| 192–193년           | 가이우스 헬비디우스 세쿤두스                                                  |                                                                                                 |
| 193–194년           | 클라우디우스 다도코스                                                         |                                                                                                 |
| 194-195년           | 아우렐리우스 필리스테이데스                                                   |                                                                                                 |
| 195-196년           | Quint[...]                                                                    |                                                                                                 |
| 196-197년           | 플라비우스 스트라톤                                                           |                                                                                                 |
| 197-198년           | 크세노클레스 (?)                                                              |                                                                                                 |
| 198–199년           | 티투스 플라비우스 소시게네스 팔레네우스 (?)                                   |                                                                                                 |
| 199-200년           | 디오니소도로스 에우카르폰 (?)                                                 |                                                                                                 |
| 200-201년           | 플라비우스 에이아크카고구스 아그릴레오스 (?)                                  |                                                                                                 |
| 201-202년           | 아가토클레스 (?)                                                              |                                                                                                 |
| 202–203년           | [...]mos                                                                      |                                                                                                 |
| 203–204년           | 아우렐리우스 뎀[...] (?)                                                      |                                                                                                 |
| 204-205년           | 도미티우스 아리스타이오스 파이오니데스 (?)                                    |                                                                                                 |
| 205-206년           | 가이우스 퀸투스 이메르투스 마라토니우스                                       |                                                                                                 |
| 206-207년           | 무정부 체제                                                                   |                                                                                                 |
| 207-208년           | 가이우스 카스티우스 아폴로니우스 스트레이르쿠스                               |                                                                                                 |
| 208-209년           | 파비우스 다도우쿠스 마라토니우스                                              |                                                                                                 |
| 209–210년           | 플라비우스 디오게네스 마라토니우스                                            |                                                                                                 |
| 210-211년           | 폼페이우스 알렉산데르 (?)                                                     |                                                                                                 |
| 211–212년           | 클라우디우스 포카스 마라토니우스 (?)                                          |                                                                                                 |
| 212–213년           | 아우렐리우스 디오니시오스 아카르네오스                                        |                                                                                                 |
| 213–220년           | 알려지지 않음                                                                 |                                                                                                 |
| 220–221년           | 필리누스                                                                      |                                                                                                 |
| 221–222년           | 도미티우스 아라비누스 마라토니우스                                            |                                                                                                 |
| 222-223년           | 가이우스 퀸투스 클레온 마라토니우스                                           |                                                                                                 |
| 223-224년           | 히에레오스 안[...]                                                            |                                                                                                 |
| 224-225년           | 티베리우스 클라우디우스 파트로클루스                                          |                                                                                                 |
| 225-226년           | Le. 디오니소도로스                                                            |                                                                                                 |
| 226-227년           | 무나티우스 테미손                                                             |                                                                                                 |
| 227–228년           | G. 피나리오스 바수스                                                          |                                                                                                 |
| 228-229년           | [Maratho]nius Ne(oterus)                                                      |                                                                                                 |
| 229–230년           | 마르쿠스 울피우스 에우비오투스 레우루스                                       | 또한 230년경의 보좌 집정관                                                                      |
| 230-231년           | 마르쿠스 아우렐리우스 칼리프론, 프론티누스라고도 불림                         |                                                                                                 |
| 231–232년           | 카시아누스                                                                    |                                                                                                 |
| 232–233년           | 알려지지 않음                                                                 |                                                                                                 |
| 233–234년           | 클라우디우스 테레스                                                           |                                                                                                 |
| 234–235년           | 에픽테투스                                                                    |                                                                                                 |
| 235–238년           | 알려지지 않음                                                                 |                                                                                                 |
| 238-239년           | 카시아누스 히에로케릭스                                                       |                                                                                                 |
| 239-240년           | 플라비우스 아스클레피아데스                                                   |                                                                                                 |
| 240–241년           | 카시아누스 필리포스 스테이리에오스                                            |                                                                                                 |
| 241–244년           | 알려지지 않음                                                                 |                                                                                                 |
| 244-245년           | 아우렐리우스 라우디키아누스                                                   |                                                                                                 |
| 245-249년           | 알려지지 않음                                                                 |                                                                                                 |
| 249–250년           | 푸블리우스 헤렌니우스 덱시푸스                                                | 또한 아르콘 바실레우스?                                                                         |
| 251–252년           | 코르넬리아누스                                                                |                                                                                                 |
| 252–262년           | 알려지지 않음                                                                 |                                                                                                 |
| 262–263년           | 루키우스 플라비우스 필로스트라투스                                            |                                                                                                 |
| 263-264년           | 알려지지 않음                                                                 |                                                                                                 |
| 264–265년           | 푸블리우스 리키니우스 에그나티우스 갈리에누스                                 | 또한 로마 황제                                                                                  |
| 275년경             | 티투스 플라비우스 몬돈                                                        |                                                                                                 |
| 300년과 330년 사이  | 콘스탄티누스 대제                                                             |                                                                                                 |
| 300년과 350년 사이  | 헤게이아스                                                                    |                                                                                                 |
| 4세기 말            | 파이드루스                                                                    |                                                                                                 |
| 386-387년           | 헤르모게네스                                                                  |                                                                                                 |
| 425년과 450년 사이  | 테아게네스                                                                    |                                                                                                 |
| 484-485년           | 니카고라스                                                                    |                                                                                                 |

## 같이 보기
- 존호
- 아르콘 바실레우스
- 테스모테테스 히에로테오스 - 기록으로 남은 아테네의 최초의 기독교인 수반자
- 폴레마르코스 - 기원전 501년에 스트라테고스 10명으로 대체됨
- 집정관

## 참고 서적
- Adkins, Lesley and Roy A. Handbook to Life in Ancient Greece New York: Oxford University Press 1997 ISBN 0-19-512491-X
- Aristotle's Athenian Constitution
- Develin, Robert Athenian officials, 684-321 B.C.. Cambridge: University Press, 2003. ISBN 9780521328807
- Dinsmoor, William Bell The Archons of Athens in the Hellenistic Age. Cambridge, 1931 (1966 reprint)
- Dinsmoor, William Bell The Athenian Archon List in the Light of Recent Discoveries. Columbia University Press, 1939 (1974 reprint, ISBN 0-8371-4735-2)
- Fox, Robin Lane The Classical World: An Epic History from Homer to Hadrian New York: Basic Books 2006 ISBN 0-465-02496-3
- Hamel, Debra Athenian Generals: Military Authority in the Classical Period. Koninklijke Brill NV, 1998.
- Graindor, Paul Chronologie des archontes athéniens sous l'Empire, Brussels, 1922 (Mémoires de l'Académie de Belgique, 4°, 1921),
- Lacey, W. K. The Family in Classical Greece Ithaca, NY: Cornell University Press 1968
- Owens, Ron Justice and the Political Reforms of Solon, Eponymous Archon at Athens, 594–593 BC. Australian National University, 2000.
- Rostovtzeff, Michael. Greece. 2nd.ed. Oxford: Oxford University Press, 1963.